# Pandemia de COVID-19 en Turkmenistán
Turkmenistán sigue siendo el único país soberano en que aún desconoce algún caso confirmado de COVID-19, sin embargo, dadas las estrictas medidas de control sobre los asuntos de Estado (salud, política, cultura, educación, etc.), no es posible afirmar o negar la existencia de casos confirmados de la pandemia de COVID-19. No existe información oficial sobre el impacto del virus en dicho país, pues toda la prensa es controlada por el régimen del actual presidente Serdar Berdimuhamedow. Sin embargo, múltiples fuentes y las sospechas de los expertos indican que la pandemia estaría afectando al país.

## Reacciones
De acuerdo con un reportaje de Reporteros Sin Fronteras (RSF), el gobierno habría omitido la palabra «coronavirus» en folletos médicos distribuidos en escuelas, hospitales y centros de trabajo, y la información disponible para los turcomanos sobre la evolución de la pandemia a nivel mundial es inexistente, debido al total control de los medios de comunicación del país por el gobierno. Sin embargo, RSF desmintió un reporte inicial donde se señalaba que el régimen del expresidente Gurbanguly Berdimuhamedow había prohibido hacer mención a la palabra «coronavirus» y que se estaba deteniendo a las personas que hablaban sobre la pandemia, así como a aquellas que utilizaban mascarillas para su protección.
Una misión de la Organización Mundial de la Salud (OMS) visitó Turkmenistán en julio de 2020. La OMS no contradijo al gobierno respecto a la inexistencia de casos, aunque la encargada europea del organismo, Catherine Smallwood, afirmó que estaban «informados y preocupados por las noticias sobre enfermedades respiratorias agudas o neumonías» en el país y que recomendaba al gobierno actuar «como si circulara la COVID-19».
Según fuentes extraoficiales, hasta mediados de 2020 se habría producido un número indeterminado de muertes por COVID-19 en el país, pero «los médicos lo califican como neumonía y ocultan los análisis porque tienen prohibido mencionar el coronavirus». Incluso familiares del presidente y de sus ministros habrían estado contagiados. El medio independiente turkmen.news afirma que, alrededor de diciembre de 2020, al menos 44 personas habrían fallecido en Turkmenistán a causa de la pandemia.